# Fiansjön
Fiansjön är en sjö i Vilhelmina kommun i Lappland och ingår i Ångermanälvens huvudavrinningsområde. Sjön har en area på 0,889 kvadratkilometer och ligger 564 meter över havet. Fiansjön ligger i Vardo- Laster- och Fjällfjällen Natura 2000-område. Sjön avvattnas av vattendraget Vojmån.

## Delavrinningsområde
Fiansjön ingår i det delavrinningsområde (724935-146101) som SMHI kallar för Utloppet av Fiansjön. Medelhöjden är 637 meter över havet och ytan är 12,11 kvadratkilometer. Räknas de 27 avrinningsområdena uppströms in blir den ackumulerade arean 233,26 kvadratkilometer. Vojmån som avvattnar avrinningsområdet har biflödesordning 2, vilket innebär att vattnet flödar genom totalt 2 vattendrag innan det når havet efter 450 kilometer. Avrinningsområdet består mestadels av skog (86 procent). Avrinningsområdet har 0,89 kvadratkilometer vattenytor vilket ger det en sjöprocent på 7,3 procent.